# عيادة الصحة الجنسية

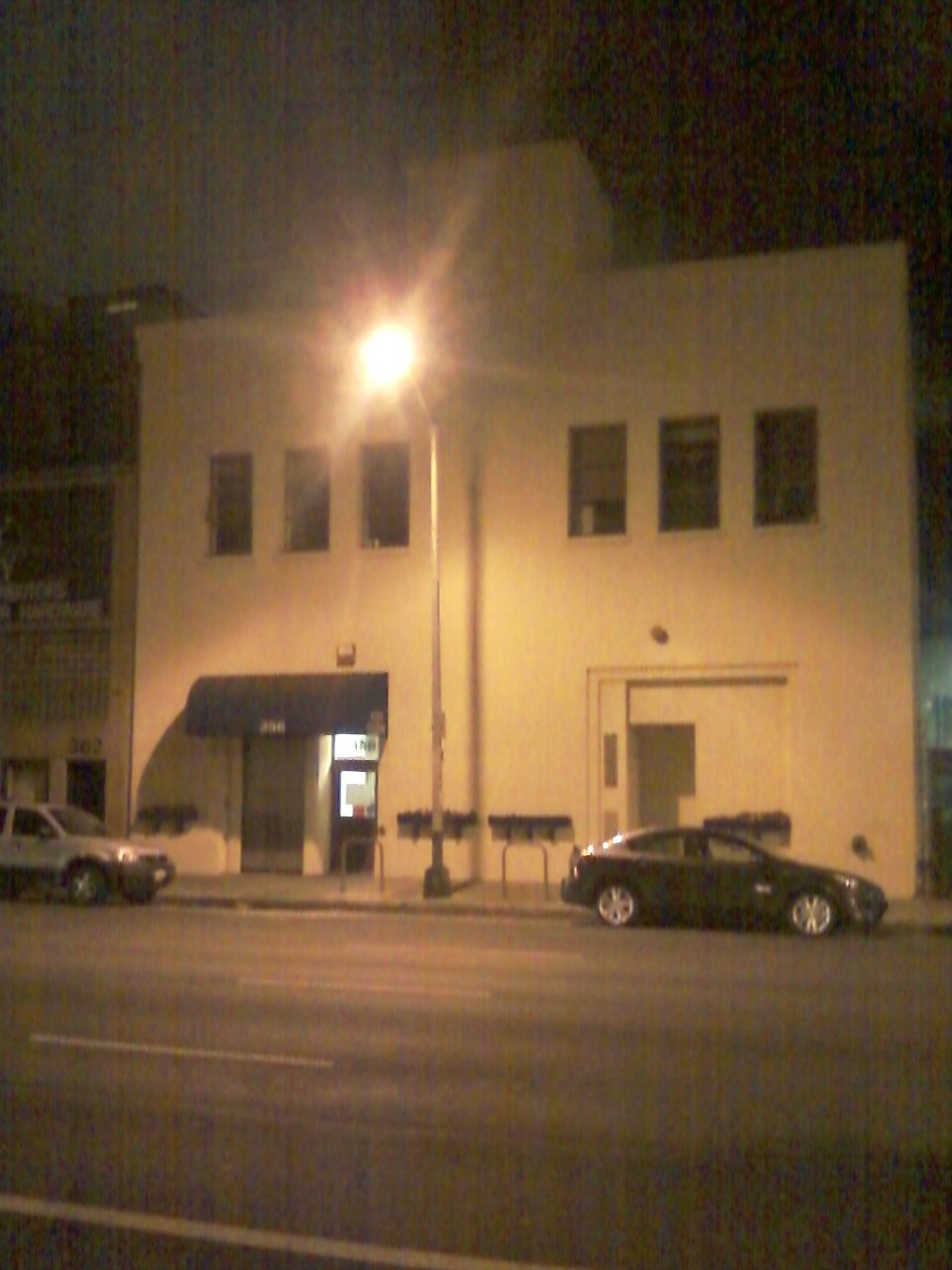

تتخصص عيادات الصحة الجنسية في الوقاية من الأمراض التي تنتقل عن طريق الاتصال الجنسي ومعالجتها.

## مصطلح
عيادات الصحة الجنسية وتسمى أيضاً عيادات الأمراض المنقولة جنسياً، أو عيادات العدوى المنقولة جنسياً، أو عيادات الأمراض التناسلية، أو عيادات الطب البولي التناسلي.
وتختلف عيادات الصحة الجنسية عن عيادات الصحة الإنجابية وتنظيم الأسرة. فتقدم عيادات الصحة الجنسية بعض خدمات الصحة الإنجابية. بينما تقدم عيادات الصحة الإنجابية مثل جمعية تنظيم الأسرة الأمريكية؛ معظم خدمات عيادات الصحة الجنسية.

## خدمات
توفر عيادات الصحة الجنسية بعض أو كل ما يلي:
- معلومات عن الجنس الأمن، وتحديد النسل، والصحة الإنجابية، والتثقيف الجنسي العام
- توفير الواقي الذكري مجاناً
- فحوصات الصحة الجنسية
- اختبارات للكشف عن بعض الأمراض المنقولة جنسياً
- المضادات الحيوية لعلاج الكلاميديا والسيلان والزهري
- الأدوية والعلاجات الأخرى
- التطعيمات
- الإرشاد والعلاج
- وسائل منع الحمل في الحالات الطارئة
- اختبار البول للحمل
- الإحالات للحصول على معلومات أو خدمات إضافية

تقدم العديد من العيادات التطعيمات للوقاية من العدوى من فيروس التهاب الكبد أ وب. قد تتلقى الشابات التطعيمات لمنع العدوى من بعض سلالات فيروس الورم الحليمي البشري.
وتقدم العديد من العيادات المساعدة لضعاف السمع أو الترجمة الفورية للمتحدثين بلغات أخرى.
كما تساعد العديد من العيادات المرضى بالكشف على اتصالاتهم الجنسية إذا كان لديهم عدوى منقولة جنسياً، دون الكشف عن هوياتهم إذا لزم الأمر.
حيث غالباً ما تقدم العيادات الحكومية وغير الربحية خدماتها مجاناً أو تكون رسوم الخدمات تتوافق مع دخل المريض وقدرته على الدفع. كذلك تقدم تلك العيادات خدماتها على مدار الساعة وحتى خلال عطل نهاية الأسبوع.
علاوة على أن بعض العيادات لديها ساعات عمل ومرافق منفصلة للرجال والنساء، كذلك هناك عيادات تقدم خدماتها لفئة محددة من السكان مثل النساء أو الرجال الذين يمارسون الجنس مع الرجال أو الشباب أو الأشخاص الذي يتنمون لمجتمع الميم أو مجموعات عرقية معينة أو الفقراء أو الطلاب.

## الاختبارات
انظر أيضا: اختبارات فحص للمرأة السليمة (باللغة الإنجليزية)
سيقوم الطبيب بفحص المريض بعد موافقته بالمعاينة أو اللمس. إذا لزم الأمر سيأخذ الطبيب عينات لاختبار العدوى المنقولة جنسياً في غرفة خاصة ويقوم المريض بخلع ملابسه جزئياً.
قد يقوم الطبيب بفحص المريض:
- الحلق والغدد الليمفاوية في الرقبة لتأكد فيما كان هناك التهاب
- شعر العانة فيما إذا كان هناك قمل
- الغدد الليمفاوية في الفخذ إذا كان هناك تورم
- الأجزاء التناسلية والشرج والمناطق المحيطة بها لتقرحات والثآليل

قد يقوم الطبيب بمسح المريض:
- الحلق لاختبار لمرض السيلان وربما الكلاميديا
- الخد، من الداخل، لتشخيص القروح فيروس نقص المناعة
- الأعضاء التناسلية كالمهبل، والشرج، والمناطق المحيطة بها لاختبار الهربس[3]
- الإحليل لاختبار السيلان وربما الكلاميديا
- المهبل لاختبار الكلاميديا وربما السيلان
- عنق الرحم لاختبار الأورام العنقية في الرحم (اختبار لطاخة عنق الرحم)
- المستقيم لاختبار السيلان وربما الكلاميديا

قد يأخذ الطبيب عينات الدم الصغيرة عن طريق وخز الإصبع أو من الوريد لاختبار فيروس نقص المناعة، وربما الهربس، والتهاب الكبد. كما قد يسأل الطبيب عن عينة بول صغيرة، تعطى في مكان خاص، لاختبار الكلاميديا وربما السيلان. من ثم لا تؤذي عمليات الفحص وأخذ العينات، ولكن يجلب مسح مجرى البول وعنق الرحم، وعينة الدم، ووخز الإصبع الشعور بعدم الارتياح. وغالباً ما تتلقى النساء فحص الحوض، سواء الخارجي أو الداخلي، ولكن عادةً ما يكون أقل شمولاً من فحص الصحة الإنجابية. فيمكن للمريض اختيار طبيب أو طبيبة إذا كان متوفراً. كما يمكن أن يكون للمريض وصياً أو مرافق منفصل للرجال والنساء في بعض العيادات لساعات.

## الخصوصية
السرية الطبية هي جزء مهم من الأخلاق الطبية لعلاقة الطبيب بالمريض. فتتبع عيادات الصحة الجنسية المعايير المحلية للسرية الطبية لحماية خصوصية المرضى. وتقدم بعض العيادات خدمات مجهولة المصدر أو تحمي السرية باستخدام رقماً أو اسماً مستعاراً للمريض.
وتنطبق حماية الخصوصية الإضافية أحياناً على مسائل الحياة الجنسية والإنجاب؛ لأن هذه المواضيع حساسة لدى العديد من الثقافات. فتشخيص فيروس نقص المناعة أو الإيدز له قيود قانونية في الحفاظ على سرية المريض، وبعض العيادات تستخدم اختبارات الأجسام المضادة السريعة لتقديم نتائج للمريض في غضون 30 دقيقة، دون الاحتفاظ بسجلات المريض.
وفي الولايات المتحدة، يجب على العيادات التي تتلقى تمويلاً فيدراليا من الرعاية الصحية أو ما يسمى «ميديكير» أو «تيتال X» من قانون خدمات الصحة العامة أن تعامل جميع المرضى بسرية. وبذلك يمكن للقاصرين الحصول على الخدمات الصحية دون إخطار أو موافقة الوالدين. بالإضافة إلى ذلك، تُعامل السجلات الطبية لجميع المرضى الذين تتراوح أعمارهم بين 18 فما فوق بسرية تامة وفقاً لقانون قابلية التأمين الصحي والمساءلة لسنة 1996.

## الموافقة
وتنطبق المعايير الطبية للموافقة المستنيرة على عيادات الصحة الجنسية. يحتاج المريض إلى معلومات حول أغراض ونتائج الفحوصات والاختبارات والعلاج وغيرها من الإجراءات. ويمكن للمريض بعد ذلك أن يختار ما إذا كان سيوافق على هذه الإجراءات.  وقد يوافق القاصر على تلقي بعض أو كل الإجراءات في العديد من عيادات الصحة الجنسية.

## الوصلات الخارجية
- "inSPOT" (باللغة الإنجليزية). خدمات المعلومات الجنسية علي الإنترنت. اطلع عليه بتاريخ 2008-08-31. «البحث عن موارد الاختبار المحلية».

### الولايات المتحدة
- "الموارد الوطنية لاختبار فيروس نقص المناعة والأمراض المنقولة جنسياً" (باللغة الأنجليزية). مراكز السيطرة على الأمراض والوقاية منها. استرجاع 2008-08-31. ابحث عن موقع اختبار بالقرب منك.
- "نتائج بحث المركز الصحي" (باللغة الأنجليزية). جمعية تنظيم الأسرة في أمريكا. استرجاع 2008-08-31. «العثور على مركز صحي».
- "دليل المركز الصحي" (باللغة الإنجليزية). الجمعية الوطنية لتنظيم الاسرة والصحة الانجابية. تم أرشفة النسخة الأصلية بتاريخ 2008-09-2. استرجاع 2008-08-31. «ابحث عن مركز صحي بالقرب منك».
- "مواقع رعاية الامراض المنقولة جنسياً في الولايات المتحدة" (باللغة الإنجليزية) مجموعة دعم الأمراض المنقولة جنسياً. استرجاع 2012-11-27. ابحث عن مكان لرعاية الأمراض المنقولة جنسيا بالقرب منك.

### المملكة المتحدة
- «عيادات باش» (باللغة الإنجليزية). الجمعية البريطانية للصحة الجنسية وفيروس نقص المناعة. استرجاع 2008-09-28. «جد أقرب عيادة لك»
- "عيادة إس تي آي" (باللغة الإنجليزية). استرجاع 2019-09-15. عيادة الصحة الجنسية الخاصة
- "ابحث عن عيادة" (باللغة الإنجليزية). جمعية تنظيم الأسرة البريطانية. استرجاع 2008-09-28.
- "عيادة الطب البولي التناسلي" (باللغة الإنجليزية). "تيرنس هيغنز تراست" (باللغة الإنجليزية). استرجاع 2008-09-28. «جد أقرب عيادة لك»
- "ابحث عن مساعدة في منطقتك" (باللغة الإنجليزية). موقع هل تفكر؟. استرجاع 2008-09-28. «اعثر على أقرب عيادة لك»
- "البحث عن خدمات الصحة الجنسية" (باللغة الإنجليزية). هيئة الخدمات الصحية الوطنية البريطانية. استرجاع 2008-09-26. (إنجلترا)
- "قائمة العيادة" (باللغة الإنجليزية). ويلي نيلي. محفوظة من الأصل في 2009-04-02. استرجاع 2008-09-26. «عيادات منع الحمل والصحة الجنسية» (ويلز)